# Ashville (Alabama)
Ashville es una ciudad del Condado de St. Clair, Alabama, Estados Unidos. En el censo de 2000, su población era de 2260. 

## Demografía
En el 2000 la renta per cápita promedia del hogar era de $ 31.509$, y el ingreso promedio para una familia era de 38.355$. El ingreso per cápita para la localidad era de 15.867$. Los hombres tenían un ingreso per cápita de 31.081$ contra 21.914$ para las mujeres.

## Geografía
Ashville está situado en 33°50′37″N 86°15′59″O / 33.84361, -86.26639 (33.843737, -86.266274).
Según la Oficina del Censo de los EE. UU., la ciudad tiene un área total de 19.43 millas cuadradas (50.33 km ²).